# Xã West Salem, Quận Mercer, Pennsylvania
Xã West Salem (tiếng Anh: West Salem Township) là một xã thuộc quận Mercer, tiểu bang Pennsylvania, Hoa Kỳ. Năm 2010, dân số của xã này là 3.538 người.